# Nina Solomin
Nina Solomin, född 3 januari 1973, är en svensk journalist och författare, sedan september 2024 chefredaktör för tidskriften Axess Magasin.
Nina Solomin har studerat bland annat litteraturvetenskap på Stockholms universitet. Hon bodde och arbetade ett år på 1990-talet i stadsdelen Williamsburg i Brooklyn i New York,, vilket ledde till hennes debut som författare 2001 med Ok, amen: om kärlek och fientlighet i chassidernas New York, en dokumentär om chassider.
Nina Solomin var reporter och programledare på Sveriges Radio 2002–2006. Hon var kulturredaktör för tidskriften Vi 2006–2016, chefredaktör för Konstperspektiv 2016–2017 och kulturchef för Upsala Nya Tidning 2017–2018. Hon arbetade inom Regeringskansliet mellan 2018 och 2021. Mellan 2021 och 2024 var hon kulturredaktör på tidningen Fokus.